# Polski Instytut Badawczy i Muzeum

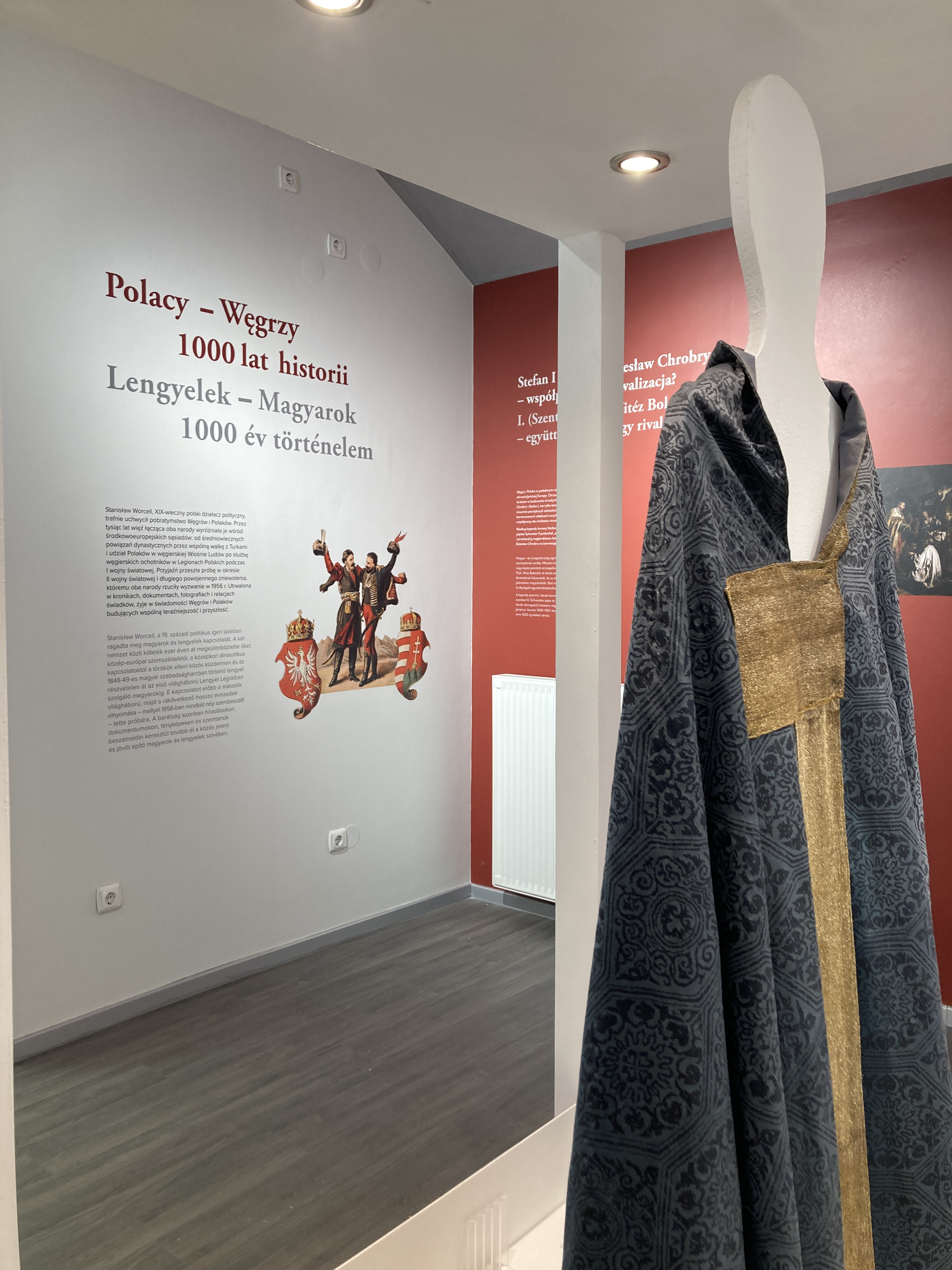
Kopia płaszcza koronacyjnego św. Władysława (nowa wystawa stała "Polacy - Węgrzy. 1000 lat historii")

Polski Instytut Badawczy i Muzeum w Budapeszcie (wcześniej Muzeum i Archiwum Węgierskiej Polonii) – instytucja Polonii węgierskiej, która gromadzi, bada i eksponuje materiały dotyczące historii, życia kulturalno – społecznego i organizacji polonijnych na Węgrzech. PIBM powstało w 1998 roku w Budapeszcie.

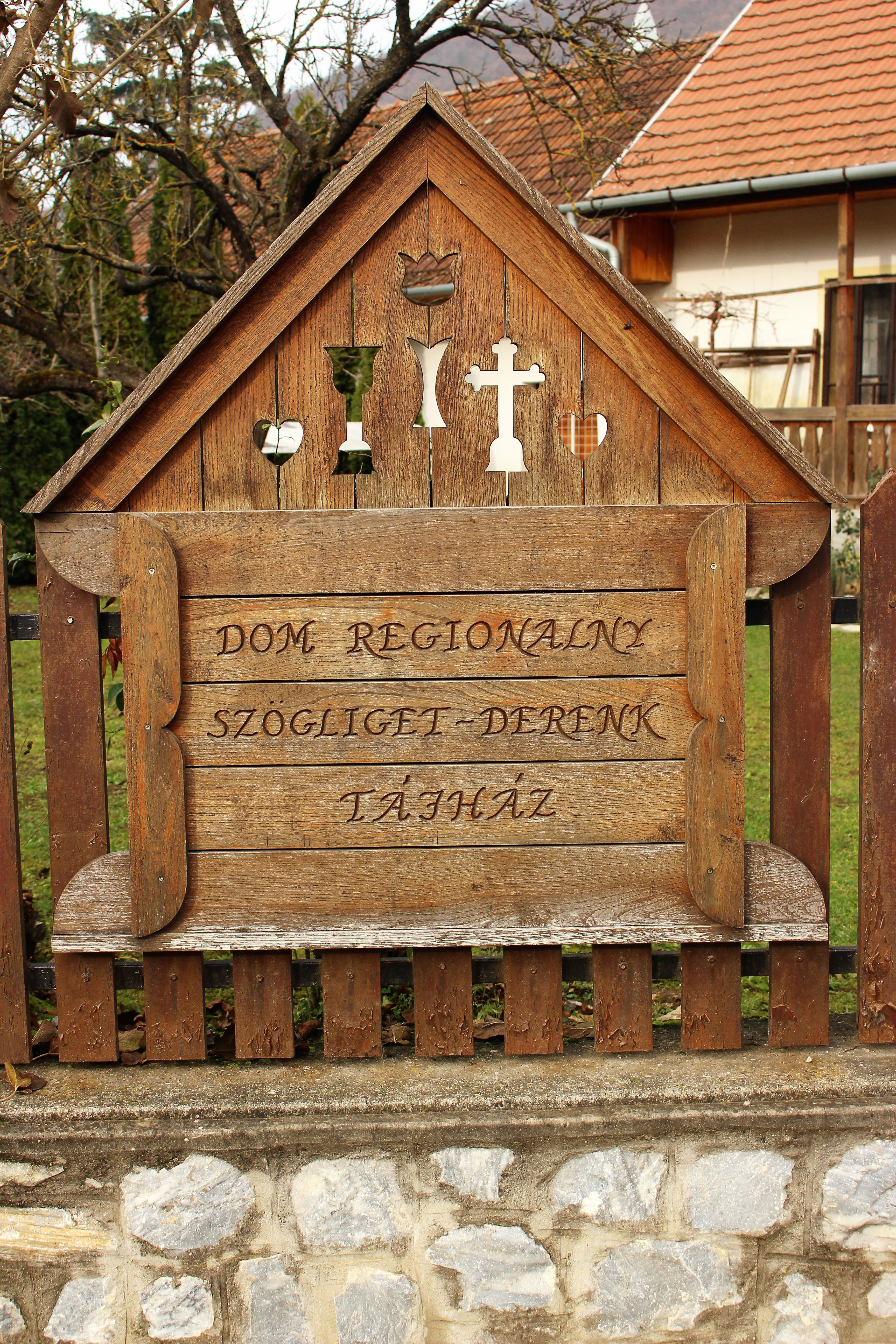
Dom Regionalny Szögliget – Derenk

Organem założycielskim i nadzorczym placówki jest Ogólnokrajowy Samorząd Polski na Węgrzech, nadzór merytoryczny natomiast sprawowany jest przez węgierskie Ministerstwo Zasobów Ludzkich. Instytucja ma swoją główną siedzibę w X dzielnicy Budapesztu – Kőbányi (w dzielnicy niegdyś licznie zamieszkiwanej przez polskich emigrantów).
Instytucja oprócz stałej siedziby, posiada także dwie filie. Pierwszym zamiejscowym oddziałem był „Dom pamięci Derenku” we wsi Andrástanya, który został założony w 2003 roku. W 2013 roku nastąpiło przeniesienie zbiorów do Domu Regionalnego w miejscowości Szögliget. Dodatkowo, PIBM posiada drugą filię w postaci miejsca pamięci „Derenk” (w parku Park Narodowy Krasu Węgierskiego).
Od 2003 roku instytucja jest członkiem Stałej Konferencji Muzeów, Archiwów i Bibliotek Polskich na Zachodzie.
Wśród zbiorów placówki znajdują się m.in. dokumenty polskich uchodźców z czasów II wojny światowej, fotografie węgierskiej Polonii od początków XX wieku, niezwykle cenna dokumentacja budowy pomnika generała Józefa Bema w Budapeszcie, oryginalny plakat wzywający Węgrów do udziału w uroczystościach przywitania zwłok J. Bema czy wypożyczony przez Muzeum w Tarnowie jeden z największych ocalałych fragmentów Panoramy siedmiogrodzkiej Jana Styki.
W czerwcu 2022 otwarto nową wystawę stałą „Polacy–Węgrzy. 1000 lat historii”, która powstała w ramach współpracy Polskiego Instytutu Badawczego i Muzeum z Muzeum Historii Polski. 

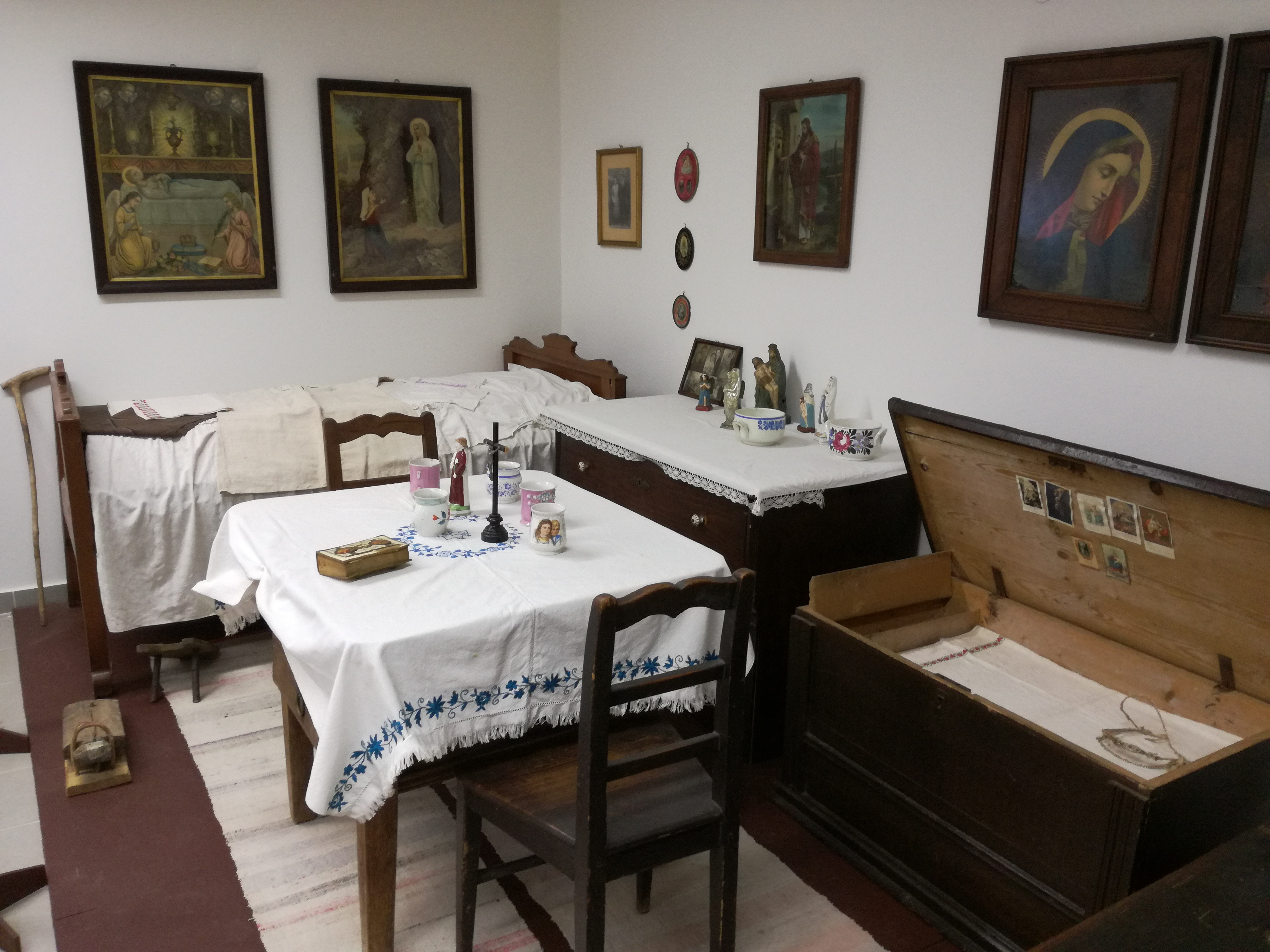
Izba derencka – stara wystawa stała PIBM (do czerwca 2022 r.)

Dyrektorem Polskiego Instytutu Badawczego i Muzeum w Budapeszcie jest István Miklós Balázs. Wcześniejszymi dyrektorami byli: Konrad Sutarski (założyciel instytucji), dr Tibor Rémias (autor monografii poświęconej derenczanom), József Virágh (obecny wicedyrektor placówki), Piotr Piętka.

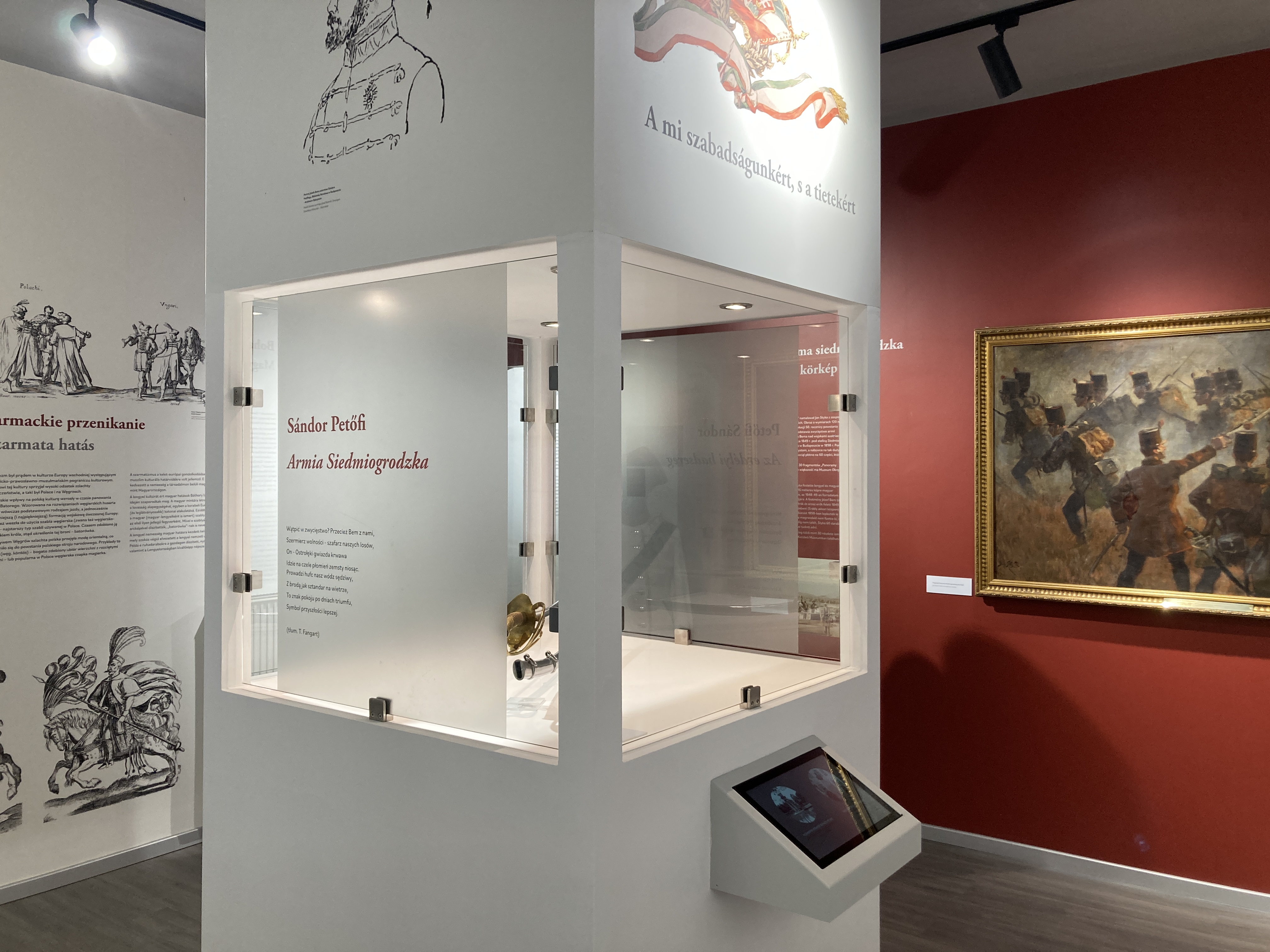
PIBM wystawa stała "Polacy - Węgrzy. 1000 lat historii"

Od 2016 roku instytucja prowadzi swoją kolumnę w piśmie Polonia Węgierska oraz kanał na YouTube'ie.

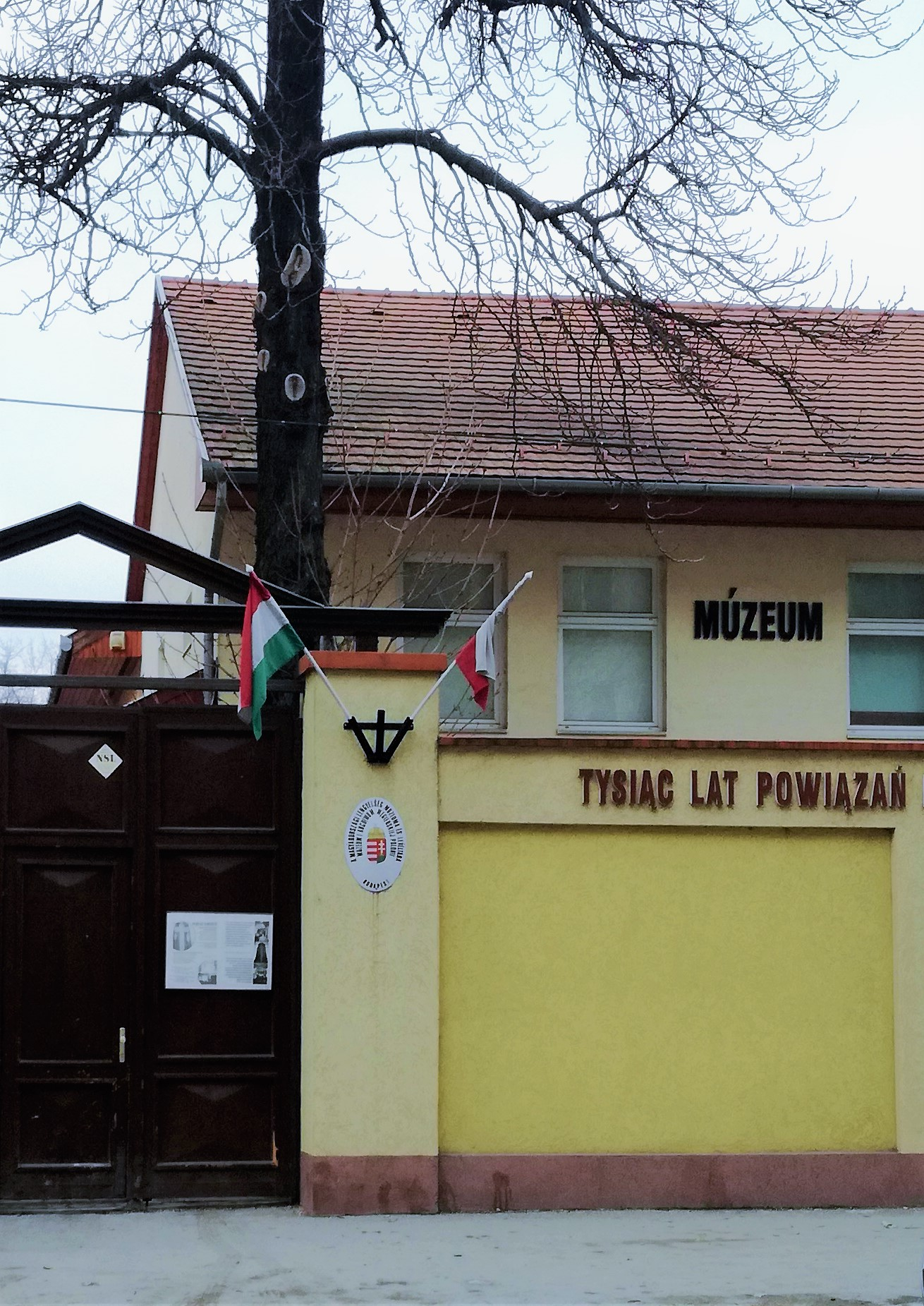
Polski Instytut Badawczy i Muzeum – siedziba